# 下江委陵菜
下江委陵菜（学名：Potentilla limprichtii）为蔷薇科委陵菜属的植物。分布于越南以及中国大陆的广东、湖北、江西、四川等地，多生长在河边沟边石缝中，目前尚未由人工引种栽培。